# الوريث المستحيل
الوريث المستحيل ((الكورية: 로얄로더)) هو مسلسل كوري جنوبي، بطولة لي جاي ووك، ولي جون يونغ، وهونغ سو زو. تدور أحداثه حول شخصيات تحاول الاستيلاء على أكبر شركة في كوريا. بدا إصدار حلقاته على ديزني+ من 28 فبراير الى 3 ابريل 2024.

## القصة
كانغ إن ها (لي جون يونغ)، الذي يترك حياة الفقر خلفه بعد أن علم أنه الابن الغير الشرعي لمالك تكتل عملاقة. ولكن بعد أن يتجنبه أفراد عائلته الجديدة، يستعين إن ها بمساعدة صديق طفولته هان تاي أوه (لي جاي ووك) للتوصل إلى خطة "للسيطرة على الشركة والاستيلاء علىيها.

## طاقم

### رئيسي
- لي جاي ووك بدور هان تاي أوه: ابن لأب قاتل. لديه شخصية بدم بارد.[5]
- لي جون يونغ بدور كانغ إن ها: الابن غير الشرعي لمجموعة كانجوه.[5]
- هونغ سو زو بدور نا هاي وون: ابنة أحد مربيين الديون.[5]

## الإنتاج
بدأ التصوير في عام 2023، وبلغت ميزانية إنتاج المسلسل حوالي 20 مليار وون. ومن إخراج مين ايون هونغ، اعماله سلسلة مفقودون: الجانب الآخر (2020-22)، مطلع (2022).

## روابط خارجية
- الوريث المستحيل على موقع IMDb (الإنجليزية)
- الوريث المستحيل على موقع فيلمافينيتي (الإسبانية)
- الوريث المستحيل على موقع قاعدة بيانات الفيلم (الإنجليزية)
- الوريث المستحيل على هانسينما